# Finland i olympiska vinterspelen 1984
Finland deltog i olympiska vinterspelen 1984. Truppen bestod av 45 idrottare, 40 män och 5 kvinnor.

## Medaljer

### Guld
- Längdskidåkning
  - Damer 10 km: Marja-Liisa Kirvesniemi
  - Damer 20 km: Marja-Liisa Kirvesniemi
  - Damer 5 km: Marja-Liisa Kirvesniemi
- Backhoppning
  - Herrar K120 individuell (90 m): Matti Nykänen

### Silver
- Längdskidåkning
  - Herrar 15 km: Aki Karvonen
- Backhoppning
  - Herrar individual: Jouko Karjalainen
- Nordisk kombination
  - Herrar K90 individuell (70 m): Matti Nykänen

### Brons
- Längdskidåkning
  - Herrar 15 km: Harri Kirvesniemi
  - Herrar 4 x 10 km stafett: Juha Mieto, Aki Karvonen, Harri Kirvesniemi, Kari Ristanen
  - Herrar 50 km: Aki Karvonen
  - Damer 4 x 5 km stafett: Eija Hyytiäinen, Marja-Liisa Kirvesniemi, Marjo Matikainen, Pirkko Määttä
- Backhoppning
  - Herrar individuell: Jukka Ylipulli
- Nordisk kombination
  - Herrar K90 individuell (70 m): Jari Puikkonen